# Hans Müntener
Hans Müntener (* 26. September 1939; † 9. April 2014) war ein Schweizer Fussballtrainer.

## Karriere

### Trainerkarriere
Seine Karriere ist bis auf Stationen beim FC Balzers sowie bei der liechtensteinischen Fussballnationalmannschaft unbekannt; die Nationalmannschaft des Fürstentums leitete er in einigen inoffiziellen Freundschaftsspielen in den frühen 1980er-Jahren sowie bei der offiziellen Länderspielpremiere am 9. März 1982 gegen die Schweiz.